# Championnat d'Espagne masculin de handball 2003-2004
Navigation
Liga ASOBAL 2002-2003 Liga ASOBAL 2004-2005
La saison 2003-2004 de la Liga ASOBAL est la 43e édition de la première division espagnole de handball.
Le BM Ciudad Real remporte son 1er titre dans la compétition et devance le FC Barcelone, tenant du titre, de quatre points. 

## Classement final
Le classement final est, :
|    | Équipe               | Pts | J  | G  | N | P  | Bp  | Bc  | Diff |
| -- | -------------------- | --- | -- | -- | - | -- | --- | --- | ---- |
| 1  | BM Ciudad Real A     | 53  | 30 | 26 | 1 | 3  | 885 | 697 | 188  |
| 2  | FC Barcelone T S R   | 49  | 30 | 24 | 1 | 5  | 953 | 791 | 162  |
| 3  | Portland San Antonio | 49  | 30 | 23 | 3 | 4  | 878 | 787 | 91   |
| 4  | Caja España Ademar   | 47  | 30 | 23 | 1 | 6  | 921 | 755 | 166  |
| 5  | BM Valladolid        | 44  | 30 | 21 | 2 | 7  | 912 | 820 | 92   |
| 6  | BM Altea             | 36  | 30 | 17 | 2 | 11 | 781 | 778 | 3    |
| 7  | BM Granollers        | 31  | 30 | 14 | 3 | 13 | 798 | 788 | 10   |
| 8  | SD Teucro            | 29  | 30 | 13 | 3 | 14 | 794 | 850 | -56  |
| 9  | Teka Cantabria       | 26  | 30 | 12 | 2 | 16 | 783 | 809 | -26  |
| 10 | Almeria 2005         | 19  | 30 | 9  | 1 | 20 | 737 | 809 | -72  |
| 11 | Bidasoa Irún         | 18  | 30 | 7  | 4 | 19 | 750 | 805 | -55  |
| 12 | CB Cangas            | 18  | 30 | 7  | 4 | 19 | 738 | 831 | -93  |
| 13 | JD Arrate P          | 17  | 30 | 7  | 3 | 20 | 759 | 857 | -98  |
| 14 | Vamasa Valencia      | 17  | 30 | 7  | 3 | 20 | 838 | 914 | -76  |
| 15 | Barakaldo UPV        | 15  | 30 | 6  | 3 | 21 | 739 | 870 | -131 |
| 16 | Pilotes Posada P     | 12  | 30 | 5  | 2 | 23 | 710 | 815 | -105 |

|   | Qualification pour la Ligue des champions (C1) |
|   | Qualification pour la Coupe des Coupes (C2)    |
|   | Qualification pour la Coupe de l'EHF (C3)      |
|   | Relégation en Division 2                       |
| T | Tenant du titre                                |
| R | Vainqueur de la Coupe du Roi                   |
| A | Vainqueur de la Coupe ASOBAL                   |
| S | Vainqueur de la Supercoupe d'Espagne           |
| P | Promu de Division 2 en début de saison         |

### Champion d'Espagne 2001-2002
| Champion d'Espagne de handball 2003-2004 BM Ciudad Real 1er titre |

L'effectif du BM Ciudad Real était :
- Gardiens de but
  -  José Javier Hombrados
  -  José Manuel Sierra
  -  Wenceslao Aldomar
- Demi-centres
  -  Talant Dujshebaev
  -  Mariusz Jurkiewicz
- Arrières
  -  Mariano Ortega
  -  Alberto Entrerríos
  -  Hussein Zaky
  -  Ólafur Stefánsson
  -  Aleš Pajovič
- Ailiers
  -  Samuel Trives
  -  Santiago Urdiales
  -  Jonas Källman
  -  Stéphane Joulin
- Pivots
  -  Rolando Uríos
  -  Carlos Prieto
  -  Didier Dinart
- Entraîneur
  -  Juan de Dios Román

## Statistiques et récompenses

### Meilleurs joueurs
Le 7 ideal a été élu par les entraîneurs la Liga ASOBAL :
| Poste                      | Joueur                | Équipe               |
| -------------------------- | --------------------- | -------------------- |
| Meilleur joueur            | non décerné           | non décerné          |
| Gardien de but (2 joueurs) | David Barrufet        | FC Barcelone         |
| Gardien de but (2 joueurs) | José Javier Hombrados | Ciudad Real          |
| Ailier gauche              | Juanín García         | CB Ademar León       |
| Arrière gauche             | Alberto Entrerríos    | BM Ciudad Real       |
| Pivot                      | Dragan Škrbić         | FC Barcelone         |
| Demi-centre                | Jackson Richardson    | Portland San Antonio |
| Arrière droit              | Ólafur Stefánsson     | BM Ciudad Real       |
| Ailier droit               | Albert Rocas          | Portland San Antonio |
| Entraîneur                 | Manolo Cadenas        | CB Ademar León       |

### Meilleurs buteurs
Les meilleurs buteurs sont :
| Rang | Joueur                  | Buts                 | Équipe |
| ---- | ----------------------- | -------------------- | ------ |
| 1    | Julio Fis               | BM Valladolid        | 240    |
| 2    | Patrik Ćavar            | Granollers           | 214    |
| 3    | Luka Žvižej             | Cantabria            | 173    |
| 4    | Juanín García           | Ademar León          | 170    |
| 5    | Alen Muratović (en)     | Cangas               | 169    |
| 6    | Bilal Šuman (en)        | Barakaldo            | 155    |
| 7    | Rafael Dasilva Iglesias | Teucro               | 152    |
| 8    | Ólafur Stefánsson       | BM Ciudad Real       | 150    |
| 8    | Edmond Tóth             | Posada               | 150    |
| 9    | Albert Rocas            | Portland San Antonio | 147    |
| 10   | (en)                    | Teucro               | 140    |

Du côté des Français, Jérôme Fernandez (Barcelone) a marqué 119 buts, Stéphane Joulin (Ciudad Real) 72 et Jackson Richardson (Pampelune) 47.